# Élections générales tokelauanes de 2017
Les élections générales tokelauanes de 2017 ont lieu les 23 et 27 janvier 2017 aux Tokelau,.

## Système politique et électoral
Les Tokelau sont un archipel polynésien sous souveraineté néo-zélandaise et composé de trois atolls, Atafu, Fakaofo et Nukunonu.
Le General Fono en est le parlement monocaméral. Ses 21 membres sont élus pour trois ans au suffrage universel direct à raison de 7 représentants pour chacune des trois circonscriptions correspondants aux atolls de l'archipel. À Atafu et Fakaofo, les représentants sont élus selon un système de vote préférentiel tandis que le scrutin majoritaire à plusieurs tours est utilisé pour les sept représentants de Nukunonu (six avant 2016).
Chacun des trois villages, correspondant chacun à un atoll, choisit dans le même temps parmi ses sept choix de représentants un maire (Pulenuku) qui dirige le village, et un chef (Faipule) qui le représente à l'extérieur. Ces six élus forment le Conseil permanent du Gouvernement, corps exécutif collégial de l'archipel, dont la présidence est rotative entre les Faipules, qui deviennent Ulu-o-Tokelau, chef du gouvernement et ministre des affaires étrangères, pour une durée d'un an. Les autres ministères sont répartis entre les membres du conseil permanent, qui restent également représentants et siègent donc au General Fono.
Un administrateur nommé par la Nouvelle-Zélande dispose en principe d'un droit de véto sur la législation adoptée par le Fono, mais en pratique ce droit n'est jamais exercé. De la même manière, en pratique, la législation adoptée par le Parlement de Nouvelle-Zélande ne s'applique aux Tokelau qu'en cas d'accord du Fono General,,.
Il n'existe pas de partis politiques aux Tokelau. Tous les candidats se présentent donc sans étiquette, faisant du territoire une démocratie non partisane.

## Résultats
La présidence tournante annuelle du Ulu-o-Tokelau de 2017 à 2019 se fera dans l'ordre Nukunonu - Fakaofo - Atafu.
|               | Nukunonu                                                                  | Fakaofo                                                          | Atafu                                                    |
| ------------- | ------------------------------------------------------------------------- | ---------------------------------------------------------------- | -------------------------------------------------------- |
| Faipule       | Siopili Perez                                                             | Afega Gaualofa                                                   | Kelihiano Kalolo                                         |
| Pulenuku      | Patelesio Petelo                                                          | Mose Pelasio                                                     | Fano Fao                                                 |
| Représentants | Salesio Lui Lino Isaia Alapati Tavite Lepeka Amato-Perez Falaniko Aloisio | Tinielu Tuumuli Taupati Peleni Ilai Esera Malia Pue Alesana Teao | Iosua Aleni Seluka Enosa Mika Kalolo Latu Lopa Tanu Filo |

Les électeurs renouvellent leur confiance envers le gouvernement, avec les réélections d'une partie des Faipules et Pulenuku sortants.